# Pallavolo Mondovì 2021-2022
Questa voce raccoglie le informazioni riguardanti la Pallavolo Mondovì nelle competizioni ufficiali della stagione 2021-2022.

## Stagione
Nella stagione 2021-22 la Pallavolo Mondovì assume la denominazione sponsorizzata di Lpm Bam Mondovì.
Partecipa per la sesta volta alla Serie A2 chiudendo il girone B della regular season di campionato al terzo posto in classifica; nei play-off promozione giunge fino alla finale dove cede in tre gare all'Helvia Recina.
Grazie al secondo posto in classifica al termine del girone di andata della regular season partecipa alla Coppa Italia di Serie A2, dove viene eliminata ai quarti di finale dall'Helvia Recina.

## Organigramma
Area direttiva
- Presidente: Alessandra Fissolo
- Vice presidente: Edoardo Cattaneo (fino al 17 dicembre 2021), Ilaria Boetti (dal 17 dicembre 2021)
- Vice presidente onorario: Edoardo Cattaneo (dal 17 dicembre 2021)
- Direttore sportivo: Paolo Borello

Area tecnica
- Allenatore: Matteo Solforati
- Allenatore in seconda: Claudio Basso

Area marketing
- Responsabile marketing: Corrado Caviglia

Area comunicazione
- Addetto stampa: Giusy Bertolotto
- Speaker: Luca Trombetta

Area sanitaria
- Preparatore Atletico: Lorenzo Arioli, Luca Rolando
- Fisioterapista: Sergio Gandolfi
- Nutrizionista: Romina Camperi
- Ortopedico: Daniele Imarisio

## Rosa
| N° | Nome               | Ruolo | Data di nascita   | Nazionalità sportiva |
| -- | ------------------ | ----- | ----------------- | -------------------- |
| 1  | Veronica Taborelli | O     | 22 marzo 1994     | Italia               |
| 3  | Alessia Populini   | S     | 10 settembre 2000 | Italia               |
| 4  | Mila Montani       | C     | 14 gennaio 1988   | Italia               |
| 5  | Morgana Giubilato  | S     | 13 aprile 2001    | Italia               |
| 7  | Maria Luisa Cumino | P     | 22 aprile 1992    | Italia               |
| 8  | Giulia Bonifacio   | S     | 7 ottobre 2002    | Italia               |
| 9  | Laura Pasquino     | P     | 9 gennaio 2002    | Italia               |
| 10 | Leah Hardeman      | S     | 18 ottobre 1995   | Stati Uniti          |
| 11 | Sofia Ferrarini    | C     | 2 giugno 2001     | Italia               |
| 12 | Beatrice Molinaro  | C     | 15 giugno 1995    | Italia               |
| 13 | Francesca Trevisan | S     | 22 settembre 1995 | Italia               |
| 18 | Veronica Bisconti  | L     | 27 gennaio 1991   | Italia               |

## Mercato
| Acquisti | Acquisti           | Acquisti         | Acquisti   |
| R.       | Nome               | da               | Modalità   |
| -------- | ------------------ | ---------------- | ---------- |
| L        | Veronica Bisconti  | Helvia Recina    | definitivo |
| P        | Maria Luisa Cumino | Trentino Rosa    | definitivo |
| C        | Sofia Ferrarini    | Volta            | definitivo |
| S        | Morgana Giubilato  | Helvia Recina    | definitivo |
| C        | Mila Montani       | Volta            | definitivo |
| P        | Laura Pasquino     | Academy Sassuolo | definitivo |
| S        | Alessia Populini   | AGIL             | definitivo |
| S        | Francesca Trevisan | Trentino Rosa    | definitivo |

| Cessioni | Cessioni          | Cessioni          | Cessioni   |
| R.       | Nome              | a                 | Modalità   |
| -------- | ----------------- | ----------------- | ---------- |
| S        | Martina Bordignon | Sicilia           | definitivo |
| L        | Giulia De Nardi   | Alba              | definitivo |
| L        | Simona Mandrile   | Vicoforte         | definitivo |
| C        | Alessia Mazzon    | Adolfo Consolini  | definitivo |
| C        | Alessia Midriano  | Pinerolo          | definitivo |
| P        | Francesca Scola   | Megavolley        | definitivo |
| P        | Ester Serafini    | Bedizzole         | definitivo |
| S        | Alice Tanase      | Millenium Brescia | definitivo |

## Risultati

### Serie A2

#### Girone di andata
| 1ª Giornata - 10 ottobre 2021 PalaCollodi, Montecchio Maggiore            | Montecchio Maggiore | 2 - 3 | Mondovì              | 25-20, 19-25, 25-21, 23-25, 9-15  |
| 2ª Giornata - 17 ottobre 2021 PalaManera, Mondovì                         | Mondovì             | 2 - 3 | Pinerolo             | 25-22, 19-25, 25-21, 19-25, 13-15 |
| 3ª Giornata - 24 ottobre 2021 PalaManera, Mondovì                         | Mondovì             | 3 - 0 | Sicilia              | 26-24, 25-17, 25-19               |
| 4ª Giornata - 30 ottobre 2021 Palasport Città di Vicenza, Vicenza         | Vicenza             | 0 - 3 | Mondovì              | 21-25, 13-25, 15-25               |
| 5ª Giornata - 3 novembre 2021 PalaManera, Mondovì                         | Mondovì             | 3 - 2 | Libertas Martignacco | 25-19, 13-25, 20-25, 25-18, 15-11 |
| 6ª Giornata - 7 novembre 2021 PalaManera, Mondovì                         | Mondovì             | 3 - 0 | Club Italia          | 25-13, 25-19, 25-16               |
| 7ª Giornata - 14 novembre 2021 PalaRizza, Modica                          | Modica              | 0 - 3 | Mondovì              | 19-25, 21-25, 17-25               |
| 9ª Giornata - 21 novembre 2021 PalaScoppa, Soverato                       | Soverato            | 0 - 3 | Mondovì              | 15-25, 16-25, 21-25               |
| 10ª Giornata - 28 novembre 2021 PalaManera, Mondovì                       | Mondovì             | 3 - 1 | Alba                 | 25-19, 28-26, 18-25, 25-16        |
| 11ª Giornata - 5 dicembre 2021 Palazzetto dello Sport, Lignano Sabbiadoro | Talmassons          | 1 - 3 | Mondovì              | 23-25, 25-16, 21-25, 23-25        |

#### Girone di ritorno
| 12ª Giornata - 19 dicembre 2021 PalaManera, Mondovì                          | Mondovì              | 1 - 3 | Montecchio Maggiore | 25-20, 26-28, 15-25, 22-25        |
| 13ª Giornata - 23 febbraio 2022 Palazzetto dello Sport, Villafranca Piemonte | Pinerolo             | 3 - 1 | Mondovì             | 23-25, 25-18, 25-19, 25-21        |
| 14ª Giornata - 9 febbraio 2022 PalaCatania, Catania                          | Sicilia              | 0 - 3 | Mondovì             | 13-25, 20-25, 14-25               |
| 15ª Giornata - 2 febbraio 2022 PalaManera, Mondovì                           | Mondovì              | 3 - 0 | Vicenza             | 25-23, 25-17, 25-14               |
| 16ª Giornata - 23 gennaio 2022 Palazzetto dello Sport, Martignacco           | Libertas Martignacco | 3 - 0 | Mondovì             | 25-21, 25-22, 25-17               |
| 17ª Giornata - 29 gennaio 2022 Centro Pavesi, Milano                         | Club Italia          | 3 - 2 | Mondovì             | 17-25, 25-20, 18-25, 25-23, 15-13 |
| 18ª Giornata - 6 febbraio 2022 PalaManera, Mondovì                           | Mondovì              | 3 - 1 | Modica              | 25-21, 25-14, 15-25, 25-19        |
| 20ª Giornata - 19 febbraio 2022 PalaManera, Mondovì                          | Mondovì              | 3 - 0 | Soverato            | 25-22, 25-13, 25-20               |
| 21ª Giornata - 27 febbraio 2022 PalaFrancescucci, Casnate con Bernate        | Alba                 | 0 - 3 | Mondovì             | 20-25, 15-25, 21-25               |
| 22ª Giornata - 12 marzo 2022 PalaManera, Mondovì                             | Mondovì              | 3 - 1 | Talmassons          | 26-24, 17-25, 25-21, 25-22        |

#### Play-off promozione
| Ottavi di finale (gara 1) - 20 marzo 2022 PalaManera, Mondovì                  | Mondovì              | 2 - 3 | Hermaea              | 14-25, 25-20, 25-15, 18-25, 5-15  |
| Ottavi di finale (gara 2) - 23 marzo 2022 Geopalace, Olbia                     | Hermaea              | 0 - 3 | Mondovì              | 12-25, 14-25, 17-25               |
| Ottavi di finale (gara 3) - 26 marzo 2022 PalaManera, Mondovì                  | Mondovì              | 3 - 2 | Hermaea              | 22-25, 25-20, 25-17, 19-25, 15-8  |
| Quarti di finale (gara 1) - 3 aprile 2022 PalaManera, Mondovì                  | Mondovì              | 2 - 3 | Libertas Martignacco | 20-25, 19-25, 25-21, 26-24, 11-15 |
| Quarti di finale (gara 2) - 10 aprile 2022 Palazzetto dello Sport, Martignacco | Libertas Martignacco | 1 - 3 | Mondovì              | 18-25, 21-25, 26-24, 27-29        |
| Quarti di finale (gara 3) - 14 aprile 2022 PalaManera, Mondovì                 | Mondovì              | 3 - 1 | Libertas Martignacco | 17-25, 25-20, 25-20, 25-23        |
| Semifinali (gara 1) - 24 aprile 2022 PalaGeorge, Montichiari                   | Millenium Brescia    | 1 - 3 | Mondovì              | 17-25, 25-14, 20-25, 16-25        |
| Semifinali (gara 2) - 28 aprile 2022 PalaManera, Mondovì                       | Mondovì              | 3 - 1 | Millenium Brescia    | 18-25, 25-20, 25-22, 25-18        |
| Finale (gara 1) - 8 maggio 2022 PalaFontescodella, Macerata                    | Helvia Recina        | 3 - 2 | Mondovì              | 21-25, 25-22, 13-25, 25-15, 15-10 |
| Finale (gara 2) - 15 maggio 2022 PalaManera, Mondovì                           | Mondovì              | 3 - 1 | Helvia Recina        | 25-23, 25-18, 21-25, 25-22        |
| Finale (gara 3) - 21 maggio 2022 PalaFontescodella, Macerata                   | Helvia Recina        | 3 - 2 | Mondovì              | 28-26, 15-25, 25-10, 15-25, 15-12 |

### Coppa Italia di Serie A2
| Quarti di finale - 22 dicembre 2021 PalaManera, Mondovì | Mondovì | 1 - 3 | Helvia Recina | 22-25, 25-22, 18-25, 15-25 |

## Statistiche

### Statistiche di squadra
| Competizione             | Punti | In casa | In casa | In casa | In trasferta | In trasferta | In trasferta | Totale | Totale | Totale |
| Competizione             | Punti | G       | V       | P       | G            | V            | P            | G      | V      | P      |
| ------------------------ | ----- | ------- | ------- | ------- | ------------ | ------------ | ------------ | ------ | ------ | ------ |
| Serie A2                 | 45    | 16      | 12      | 4       | 15           | 10           | 5            | 31     | 22     | 9      |
| Coppa Italia di Serie A2 | -     | 1       | 0       | 1       | 0            | 0            | 0            | 1      | 0      | 1      |
| Totale                   | -     | 17      | 12      | 5       | 15           | 10           | 5            | 32     | 22     | 10     |

G = partite giocate; V = partite vinte; P = partite perse 

### Statistiche dei giocatori
| Giocatore    | Serie A2 | Serie A2 | Serie A2 | Serie A2 | Serie A2 | Coppa Italia di Serie A2 | Coppa Italia di Serie A2 | Coppa Italia di Serie A2 | Coppa Italia di Serie A2 | Coppa Italia di Serie A2 | Totale | Totale | Totale | Totale | Totale |
| Giocatore    | P        | PT       | AV       | MV       | BV       | P                        | PT                       | AV                       | MV                       | BV                       | P      | PT     | AV     | MV     | BV     |
| ------------ | -------- | -------- | -------- | -------- | -------- | ------------------------ | ------------------------ | ------------------------ | ------------------------ | ------------------------ | ------ | ------ | ------ | ------ | ------ |
| V. Bisconti  | 30       | 0        | 0        | 0        | 0        | 1                        | 0                        | 0                        | 0                        | 0                        | 31     | 0      | 0      | 0      | 0      |
| G. Bonifacio | 10       | 6        | 5        | 1        | 0        | 0                        | 0                        | 0                        | 0                        | 0                        | 10     | 6      | 5      | 1      | 0      |
| M. Cumino    | 31       | 40       | 12       | 10       | 18       | 1                        | 0                        | 0                        | 0                        | 0                        | 32     | 40     | 12     | 10     | 18     |
| S. Ferrarini | 12       | 4        | 1        | 1        | 2        | 1                        | 0                        | 0                        | 0                        | 0                        | 13     | 4      | 1      | 1      | 2      |
| M. Giubilato | 18       | 2        | 0        | 0        | 2        | 1                        | 0                        | 0                        | 0                        | 0                        | 19     | 2      | 0      | 0      | 2      |
| L. Hardeman  | 31       | 435      | 383      | 36       | 16       | 1                        | 11                       | 11                       | 0                        | 0                        | 32     | 446    | 394    | 36     | 16     |
| B. Molinaro  | 31       | 297      | 180      | 91       | 26       | 1                        | 11                       | 9                        | 0                        | 2                        | 32     | 308    | 189    | 91     | 28     |
| M. Montani   | 31       | 277      | 206      | 56       | 15       | 1                        | 9                        | 8                        | 1                        | 0                        | 32     | 286    | 214    | 57     | 15     |
| L. Pasquino  | 28       | 8        | 3        | 3        | 2        | 1                        | 1                        | 0                        | 1                        | 0                        | 29     | 9      | 3      | 4      | 2      |
| A. Populini  | 22       | 266      | 224      | 15       | 27       | 1                        | 12                       | 10                       | 0                        | 2                        | 23     | 278    | 234    | 15     | 29     |
| V. Taborelli | 31       | 512      | 421      | 38       | 53       | 1                        | 10                       | 9                        | 1                        | 0                        | 32     | 522    | 430    | 39     | 53     |
| F. Trevisan  | 30       | 170      | 124      | 20       | 26       | 1                        | 0                        | 0                        | 0                        | 0                        | 31     | 170    | 124    | 20     | 26     |

P = presenze; PT = punti totali; AV = attacchi vincenti; MV = muri vincenti; BV = battute vincenti